# HD119238
HD119238 — хімічно пекулярна зоря спектрального класу B9, що має видиму зоряну величину в смузі V приблизно  9,9.
Вона  розташована на відстані близько 1907,3 світлових років від Сонця.

## Пекулярний хімічний склад
Зоряна атмосфера HD119238 має підвищений вміст 
Si
.